# Ikiryō

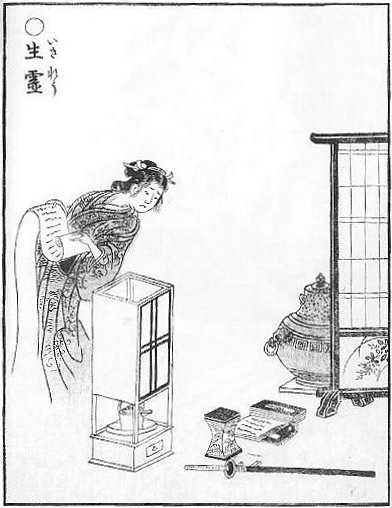
Bức tranh Ikiryō (生霊) từ "Gazu Hyakki Yagyō" bởi Sekien Toriyama

Ikiryō, hoặc shōryō, seirei, ikisudama (生霊 hoặc 生霊, 生霊, 生霊 (Sinh Linh)/ "ma sống", "bóng ma"), trong niềm tin và tiểu thuyết phổ biến của Nhật Bản, đề cập đến một linh hồn rời khỏi cơ thể của một người sống và sau đó ám ảnh những người hoặc địa điểm khác, đôi khi qua những khoảng cách lớn. Các thuật ngữ được sử dụng trái ngược với Shiryō, dùng để chỉ tinh thần của những người đã chết.

## Tóm lược
Niềm tin phổ biến rằng tinh thần con người (hoặc linh hồn) có thể thoát ra khỏi cơ thể đã có từ thời kỳ đầu, với các tài khoản và kinh nghiệm chứng kiến (ám ảnh, sở hữu, trải nghiệm ngoài cơ thể) báo cáo trong các tác phẩm giai thoại và hư cấu. Tinh thần báo thù (怨霊, onryō) của người sống được cho là gây ra những lời nguyền (祟り, tatari, là sức mạnh của những sinh vật siêu nhiên như thần và Phật và linh hồn khiến con người phải chịu thảm họa, và sức mạnh hành động vào thời điểm đó.) theo chủ đề hoặc đối tượng trả thù của họ bằng cách chuyển đổi thành hình ikiryō của họ. Người ta tin rằng nếu một sự hề hung giòn được giữ, tất cả hoặc một phần của linh hồn của kẻ thù để lấy cơ thể, xuất hiện trước mặt nạn nhân để gây hại hoặc nguyền rủa họ, một khái niệm không giống nhau từ mắt quỷ. Ikiryō thậm chí đã đi vào kinh điển Phật giáo, nơi họ được mô tả là "những linh hồn sống", nếu tức giận, có thể mang đến những lời nguyền, ngay cả trước khi họ chết. Sở hữu là một phương tiện khác mà Ikiryō thường được cho là có khả năng gây hại, người bị chiếm hữu được cho là không biết về quy trình này. Tuy nhiên, theo thần thoại, ikiryō không nhất thiết phải hành động bất chấp hay báo thù, và những câu chuyện được kể về ikiryō, người không có ác cảm, hoặc không có mối đe dọa thực sự. Trong các ví dụ được ghi lại, tinh thần đôi khi chiếm hữu cơ thể của người khác cho các động cơ khác ngoài sự báo thù, chẳng hạn như tình yêu và sự mê đắm (ví dụ như hồn ma Matsutōya bên dưới).  Ikiryō của một người cũng có thể rời khỏi cơ thể (thường rất lâu trước khi chết) để biểu lộ sự hiện diện của nó xung quanh những người thân yêu, bạn bè và/hoặc người quen.

## Hoạt động tương tự hoặc hiện tượng
Ushi no koku mairi (丑の刻参り, nghĩa là "ngôi đền giờ của con bò đực") là, khi một, trong giờ của con bò đực (1 giờ sáng đến 3 giờ sáng), đâm một cây đinh vào cây thiêng, và do đó trở thành một oni khi còn sống, và sử dụng những sức mạnh oni này, sẽ gây ra những lời nguyền và tai họa cho một đối thủ.  Mặc dù nhiều ikiryō nói chung là linh hồn của con người rời khỏi cơ thể một cách vô thức và di chuyển, hành động giống như thực hiện các nghi thức ma thuật và cố tình hành hạ một mục tiêu cũng có thể được hiểu là ikiryō. Theo cách tương tự, ở tỉnh Okinawa, thực hiện một nghi thức ma thuật với ý định trở thành một ikiryō được gọi là ichijama.